# Stefania Grudzińska
Stefania Grudzińska (ur. 4 kwietnia 1930 w Bydgoszczy, zm. 23 października 1997 tamże) – polska astronom, doktor habilitowana.

## Życiorys
Po ukończeniu gimnazjum i liceum w Bydgoszczy odbyła studia astronomiczne na Uniwersytecie Mikołaja Kopernika w Toruniu w latach 1950–1955.
Jeszcze w czasie studiów, w 1953 roku została zatrudniona w Katedrze Astronomii UMK. Obroniła doktorat w 1963 roku, habilitacja – w 1972 roku. W latach 1976–1979 była zastępczynią dyrektora Instytutu Astronomii UMK. Przeszła na emeryturę w 1991 roku.
W latach 1972–1980 pracowała ponadto w Wyższej Szkole Pedagogicznej w Bydgoszczy (1972–1978 jako adiunkt, 1978–1980 docent), gdzie prowadziła wykłady z matematyki. Po przejściu na emeryturę pracowała na stanowisku profesora nadzwyczajnego w Instytucie Fizyki Wyższej Szkole Pedagogicznej w Rzeszowie. Wykładała astronomię i astrofizykę studentom fizyki.
Po śmierci została pochowana w Bydgoszczy na tamtejszym cmentarzu Serca Jezusowego w dniu 29 października 1997 roku.

## Zainteresowania naukowe
Początkowo zajmowała się fotometrią wizualną i fotograficzną gwiazd zmiennych (m.in. obserwacje R Cas, 1956; Mira Ceti, 1963, gwiazdy typu RW Tau). Później przez wiele lat badała komety, m.in. Arenda-Rolanda 1956h, Ikeya 1963a, Alcocka 1963b, P/Schwassmanna-Wachmanna.

## Odznaczenia
Stefania Grudzińska  została odznaczona Złotym Krzyżem Zasługi w roku 1973 i Krzyżem Kawalerskim Orderu Odrodzenia Polski w 1983 roku.